# Seleka (République centrafricaine)
Pour les articles homonymes, voir Seleka.
Ne doit pas être confondu avec Senecas.

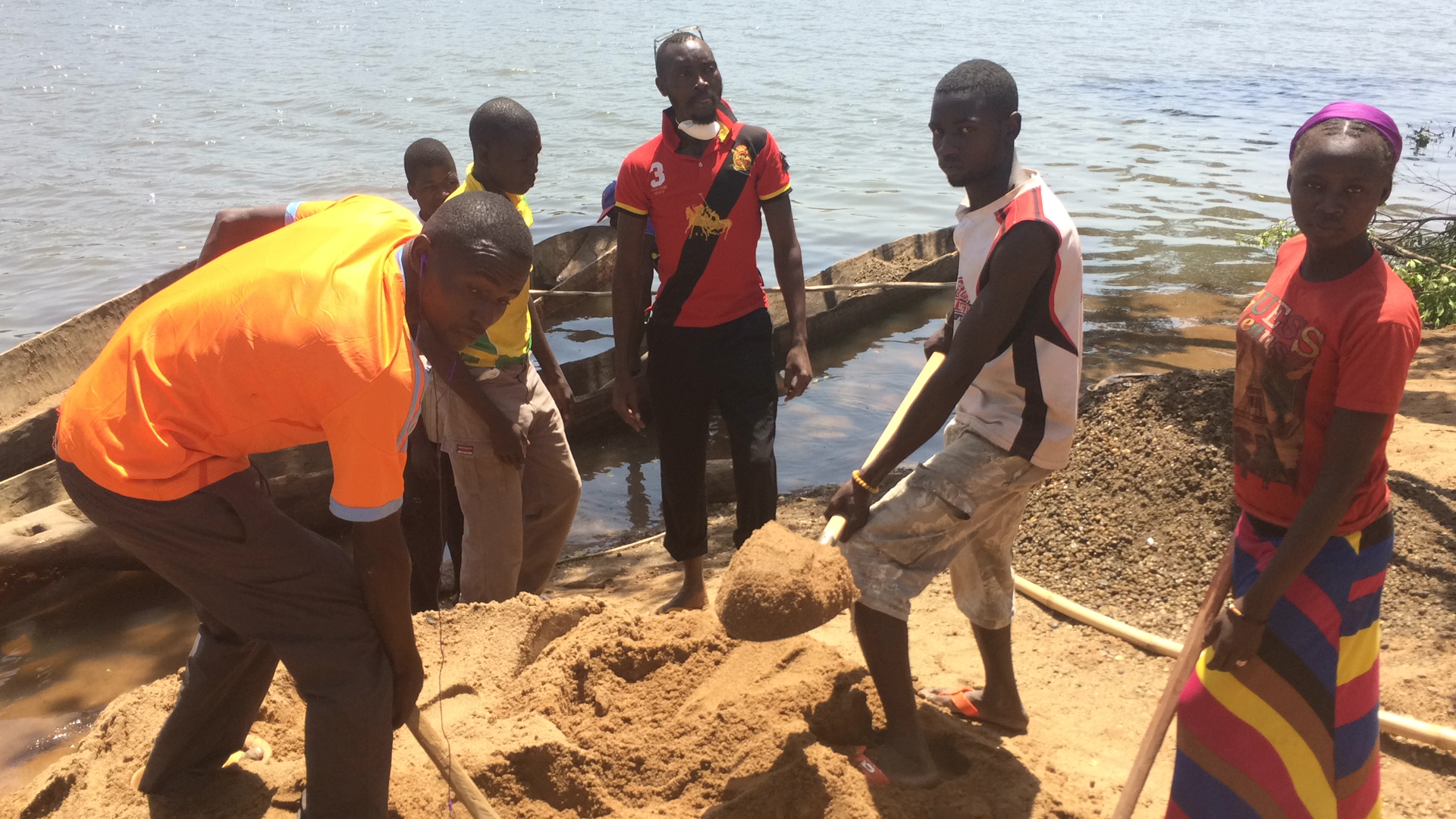
Des ex-combattants Séléka

La Seleka (« Coalition » en sango), dont le nom est aussi orthographié Séléka, est une coalition ethnique à coloration religieuse musulmane constituée en août 2012 de groupes rebelles pour chasser du pouvoir le président centrafricain François Bozizé, ce qu'elle fera au mois de mars 2013. Elle est ensuite officiellement dissoute,,, mais continue de contrôler le terrain avant d'éclater en plusieurs factions à la fin de l'année 2014 qui dominent encore aujourd'hui une large partie du pays.

## Composition et effectifs
Les deux principaux groupes constitutifs de la Seleka à sa fondation sont :
- Convention des patriotes pour la justice et la paix fondamentale (CPJP-Fondamentale, une faction dissidente de la CPJP) (dirigeant militaire : général Noureddine Adam ; porte-parole Éric Néris-Massi, beau-fils de Charles Massi)[7]
- Union des forces démocratiques pour le rassemblement (UFDR), fondée en 2006 par le futur leader du coup d’État, Michel Djotodia, revenu de son exil au Bénin pour prendre les commandes du groupe et  qui forme la quasi-totalité de la coalition[7],[8]

Les autres sont :
- Front démocratique du peuple centrafricain (FDPC) (dirigeant : Martin Koumtamadji, alias Abdoulaye Miskine)
- Convention patriotique du salut du kodro  (CPSK) (fondateur Mohamed-Moussa Dhaffane)[7],[9]
- Alliance pour la renaissance et la refondation (A2R), créée en octobre 2012[10] devenu le 18 mars 2013 Mouvement pour la renaissance et la refondation / Mouvement politique alternatif en RCA (M2R)[11] (coordinateur : Salvador Edjezekanne)[7]

Le secrétaire général de la Seleka est Justin Kombo Moustapha (UFDR). En mai 2014, le général Joseph Zoundeko, de l'UFDR, est nommé chef d’état-major.
Un autre de ses chefs connus est Arda Hakouma, basé à Sibut.
Ses effectifs auraient été d'environ 20 000 personnes en 2013,. En 2014, l'armée française estimait le nombre de ses combattants à plusieurs milliers, sans précision (la Seleka en revendiquant alors 10 000).
Composée en partie de mercenaires tchadiens, libyens et soudanais,, la Séléka constitue une coalition ethnique à coloration musulmane dans une République centrafricaine dont la population est à 80 % chrétienne.
Elle a reçu un soutien du Tchad, qui considère le nord de la Centrafrique comme son arrière-cour stratégique, notamment du fait de ses ressources pétrolières,. Elle dispose aussi d'un soutien en véhicules, en armes et en munitions de la part du Soudan.

## Histoire
En décembre 2012, Michel Djotodia rentre en Centrafrique et participe à la fondation de la Séléka, qui s'empare rapidement d'une grande partie du pays. La dénomination ‘Séléka’ apparaît pour la première fois en décembre 2012, décrivant l’alliance CPSK-CPJP-UFDR, sans le FDPC, qui apparaîtra juste après, dans un communiqué du 12 décembre signé des 3 chefs et dans un communiqué signé Noureddine Adam du 16 décembre.
Les accords de paix de Libreville échouent dès mars 2013 : la Séléka accuse à nouveau Bozizé de n'avoir pas tenu ses promesses et reprend des villes de taille importante.
Le 11 mars 2013, la ville de Bangassou est conquise par une faction dissidente de Seleka.
Le 25 mars 2013, Djotodia prend le pouvoir et se proclame président de la République à la suite de la prise de la capitale Bangui par les rebelles au cours de laquelle a été renversé le général François Bozizé. 500 soldats français sont déployés à Bangui pour soutenir le nouveau régime,,. Dans cette progression, de nombreuses exactions contre les chrétiens ont été constatées,.
Quelques mois après sa prise du pouvoir en mars, il dissout la Séléka mais sans changement notable dans la mesure où la rébellion tient le terrain et que le gouvernement se montre incapable de rétablir les institutions.
Les rebelles se livrent par la suite à de nombreuses exactions contre les populations. Elles doivent en outre s'opposer aux milices d'auto-défense anti-balaka. D’après Médecins sans frontières, le samedi 26 avril, des ex-Séléka attaquent l’hôpital de Nanga Boguila, faisant seize victimes. Avant cela, à Boningi, ils tuent deux personnes. Puis, à Bodjomo, quatre personnes, dont deux catéchistes.
Le 22 août, à la suite des refus de la population civile du village de Bohong de subir les persécutions de la Séléka, le village subit de violentes représailles entraînant des dizaines de morts, des viols et des pillages, visant spécifiquement la population chrétienne. Un millier d'habitants quittent le village.
Le 19 septembre, trois généraux de la Séléka — Mahamat Al-Khatim, Ahmat Abdallah Faya et Ali Darassa —, ainsi que le capitaine Ahmat Nadjad Ibrahim, alors porte-parole, décident de quitter le mouvement.
Le 5 décembre 2013, l'opération Sangaris, lancée par l’armée française à la suite de l'effondrement de l'État aboutit à des combats entre cette dernière et les forces de l'ex-Séléka.
De l'éclatement de la Séléka à la fin de l'année 2014 se forment plusieurs factions, aujourd'hui partagées entre alliances et conflit, comme l'Unité pour la paix en Centrafrique (UPC) dirigée par Ali Darassa, le Mouvement patriotique pour la Centrafrique (MPC) dirigé par Mahamat Al-Khatim, le Rassemblement patriotique pour le renouveau de la Centrafrique (RPRC) de Zakaria Damane ou encore le Front populaire pour la renaissance de la Centrafrique (FPRC),, formation majoritaire dirigée par Noureddine Adam.
En décembre 2015, la République de Logone, aussi connue comme République du Dar el-Kouti, est proclamée unilatéralement dans le Nord-Est du pays.

## Dans la fiction
- Tempête sur Bangui, scénario, dessin et couleurs de Didier Kassaï, Éditions La Boîte à Bulles, 152 pages, 2015.  La BD raconte l'attaque des rebelles de la Seleka sur Bangui en 2012-2013.